# Santpedor
Santpedor är en kommun i Spanien.   Den ligger i provinsen Província de Barcelona och regionen Katalonien, i den östra delen av landet, 500 km öster om huvudstaden Madrid. Antalet invånare är 7 187. Arean är 16,6 kvadratkilometer. Santpedor gränsar till Castellnou de Bages, Sallent, Sant Fruitós de Bages, Sant Joan de Vilatorrada och Callús. 
Terrängen i Santpedor är lite kuperad.